# Измайлов, Вячеслав Яковлевич
Вячеслав Яковлевич Измайлов (род. 1954, Махачкала) — советский и российский военный, майор, участник войны в Афганистане и первой чеченской войны, журналист «Новой газеты», писатель. Известен своим участием в переговорах об освобождении удерживавшихся чеченскими боевиками российских военных, а также гражданских заложников.

## Биография
Родился в еврейской семье. 27 лет прослужил в советской, а затем в российской армии. Окончил военно-политическое училище в Новосибирске, служил заместителем командира роты, батальона по политической части. Участвовал в войне в Афганистане, к 1991 году служил заместителем командира артиллерийского дивизиона в Шверине в Германии. С 1992 года по 1995 год служил в военном комиссариате в городе Жуковский Московской области. Поступил в Институт международного права и экономики, где учился на юриста.
После начала первой чеченской войны в декабре 1994 года стал публиковать в местной газете в Жуковском статьи, критиковавшие действия российских властей и армии. Затем в «Новой газете» было опубликовано интервью с ним под названием «Майор Измайлов: не хочу призывать в эту армию». После того, как начальство Измайлова выразило недовольство этим интервью, Измайлов заявил, что готов сам отправиться в Чечню. Осенью 1995 года он был назначен «офицером по государственной подготовке» 205-й отдельной мотострелковой бригады, которая находилась в Чечне. Занимался переговорами с чеченскими боевиками о выдаче останков погибших российских солдат, а затем и об освобождении удерживавшихся чеченскими боевиками российских военных. 
В марте 1997 года был прикомандирован к 27-й отдельной гвардейской мотострелковой бригаде, дислоцированной в Москве. В апреле 1997 года главный редактор «Новой газеты» Дмитрий Муратов и журналист Юрий Щекочихин познакомили с Измайловым секретаря Совета обороны Юрия Батурина, после чего Измайлову было поручено заниматься освобождением заложников, которых продолжали удерживать в Чечне после окончания первой чеченской войны. Благодаря его усилиям было освобождено свыше 170 человек (в основном, в обмен на освобождение чеченцев, находившихся в заключении в России).
В июне 1998 года уволился из армии и стал журналистом «Новой газеты» (фактически писал статьи для газеты и до того). Также до 2001 года продолжал заниматься освобождением заложников. В 1998 году был награждён премией «Своя колея».
В 2018 году Измайлов издал книгу своей документальной прозы под названием «Война и война». В 2021 году режиссер Анна Артемьева сняла о нём документальный фильм «В лысого не стрелять!».